# Alcalá de Moncayo
Alcalá de Moncayo es un municipio de la provincia de Zaragoza (España).Su término municipal tiene un área de 13,69 km² con una población empadronada de 175 habitantes (INE 2016) y una densidad de 12,78 hab./km².

## Etimología

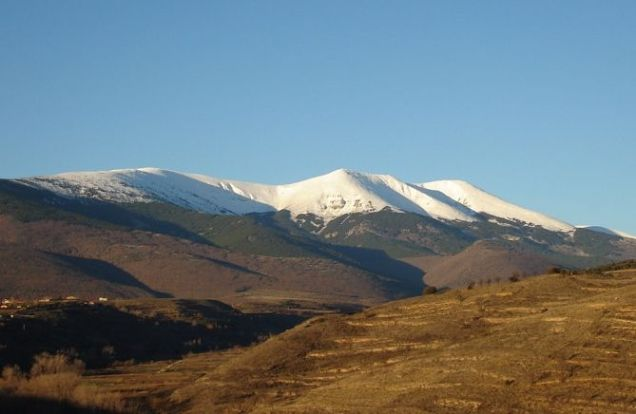
El Moncayo visto desde alcala

El nombre de la localidad deriva del árabe al-qalat que significa "el castillo", lo que muestra tanto la función defensiva (reflejado también en la disposición de estrechas y empinadas calles) como la influencia árabe que tuvo la localidad durante la Edad Media. 

## Geografía
Alcalá es una localidad de la comarca de Tarazona y el Moncayo situada en el extremo occidental de la provincia de Zaragoza. Está ubicada sobre un cerro a 766 m s. n. m., y a orillas del río Huecha entre las localidades de Vera de Moncayo y Añón de Moncayo y tiene una extensión de 13,8 km².
La separan 85 km de Zaragoza y 17 km de Tarazona y está muy próxima al parque natural del Moncayo.

### Entorno natural
En las cercanías se encuentra el parque natural del Moncayo, del que hay muy buenas vistas desde el pueblo. A este parque se puede acceder bien por la carretera de Añón si se desea ir en vehículo o bien andando o en bicicleta por la extensa red de senderos de gran y pequeño recorrido.
El clima de la zona es mediterráneo de carácter continental, dándose las mayores precipitaciones en primavera y en menor medida en otoño. El viento dominante de la zona recibe el nombre de cierzo.

## Historia

### Edad Media

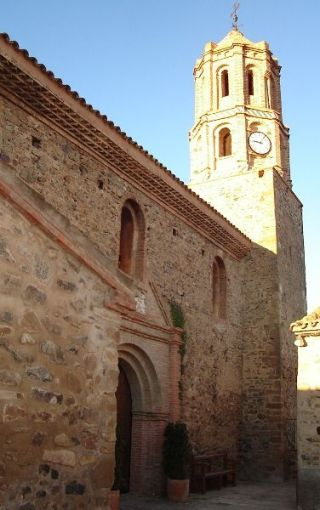
Iglesia de la Asunción de Alcalá de Moncayo.

La primera noticia es de 1238, en tiempos del reinado de Jaime I, cuando el abad del cercano monasterio de Veruela otorgaba una carta de población en la que se establecía el modo en que la localidad pasaba a depender del monasterio. La repoblación atrajo cristianos de las montañas (dedicados a la ganadería) a una comarca con población musulmana (dedicada a la agricultura de regadío).
Había un especial interés en repoblar esta zona ya que se había convertido en frontera de los reinos de Navarra, Castilla y Aragón, tras la muerte de Alfonso I de Aragón "el Batallador",quien la había reconquistado en 1119.
En el siglo XIV, la zona es ocupada por la Corona de Castilla durante la Guerra de los Dos Pedros, pero vuelve a manos aragonés en 1375 con la paz de Almazán.

### Edad Moderna
Posteriormente a mediados del siglo XVI se construyó la Iglesia por orden del abad de Veruela y fue bendecida por el arzobispo D. Hernando de Aragón.
En el siglo XVII las pestes y la crisis, agravada por la expulsión en 1610 de los moriscos, golpearón con fuerza la economía y la demografía de la comarca. Sin embargo, al mejorar la situación en el siglo XVIII se produjo una importante recuperación demográfica, como en el resto de España.

### Edad Contemporánea
En el siglo XIX, con la desamortización de Mendizábal, el pueblo dejó de pertenecer al monasterio de Veruela.

## Demografía
Alcalá de Moncayo cuenta con una población de 153 habitantes (INE 2024).
| Gráfica de evolución demográfica de Alcalá de Moncayo entre 1842 y 2021                                             |
| |
| Población de derecho según los censos de población del INE Población de hecho según los censos de población del INE |

Las actividades tradicionales de la población eran la agricultura, la ganadería y la recogida de leña de carrasca para su venta en Tarazona. Al quedar la zona fuera de los principales focos de industrialización y por la utilización de otros combustibles, dejan de ser rentables actividades como la venta de leña, se produce una acusada pérdida de población,especialmente a partir de la mitad del siglo XX. Así se pasó de los 400 habitantes que había en la primera mitad del siglo XX a menos de 300 a principios de los 60 y a menos de 200 a principios de los 70, llegando en 2002 a un mínimo de 134 habitantes. Sin embargo desde entonces se ha producido un ligero repunte hasta los 152 habitantes en 2021.

## Economía
La distribución por sectores es la siguiente: poco más de la mitad dedicados al sector primario, una tercera parte se reparte a partes iguales entre la industria y la construcción y el resto (menos de una quinta parte) al sector servicios.
El sector primario se organiza de la siguiente manera: el 75% de las tierras se dedican a la labranza, el 15% a pastos y el 10% a explotación forestal. La ganadería se dedica al ganado ovino y porcino, mientras que la agricultura dedica la mayor parte de las tierras a cultivos de secano (75%), especialmente herbáceos (75%) y frutales (20%). También hay una pequeña actividad de agricultura ecológica.
Del sector servicios destacan las instalaciones turísticas: albergue municipal, dos casas de turismo rural, bar y tienda.

### Transporte
El pueblo está cerca del Z-373 y el ZP-2420, el Z-373 conecta lo al N-122 lo cual es conectado al AP-68. Está en una distancía de 84 km de Zaragoza, ciudad.

## Administración y política
| Período   | Alcalde               | Partido |  |
| --------- | --------------------- | ------- |  |
| 1979-1983 | Félix Abán Peinado    | UCD     |  |
| 1983-1987 |                       | AP      |  |
| 1987-1991 |                       | AP      |  |
| 1991-1995 |                       | IU      |  |
| 1995-1999 | Macario Melero Melero | PP      |  |
| 1999-2003 | Macario Melero Melero | PP      |  |
| 2003-2007 | Macario Melero Melero | CDAL    |  |
| 2007-2011 | Macario Melero Melero | PAR     |  |
| 2011-2015 | Macario Melero Melero | PAR     |  |
| 2015-2019 | Macario Melero Melero | PAR     |  |
| 2019-2023 | Macario Melero Melero | PAR     |  |

| Partido político    | Partido político                                                                      | 1979   | 1983   | 1987   | 1991   | 1995   | 1999   | 2003   | 2007   | 2011   | 2015   | 2019   |
| Partido político    | Partido político                                                                      | Ediles | Ediles | Ediles | Ediles | Ediles | Ediles | Ediles | Ediles | Ediles | Ediles | Ediles |
|                     | Partido Aragonés (PAR)                                                                | —      | —      | —      | —      | 0      | 1      | —      | 4      | 4      | 4      | 4      |
|                     | Partido de los Socialistas de Aragón (PSOE-Aragón)                                    | —      | 1      | 1      | 0      | 0      | 0      | 0      | 0      | 0      | 0      | 2      |
|                     | Alianza Popular (AP)-Partido Popular de Aragón (PP)                                   | 0      | 4      | 4      | 1      | 4      | 4      | 2      | 1      | 1      | 1      | 0      |
|                     | Podemos-Equo                                                                          | —      | —      | —      | —      | —      | —      | —      | —      | —      | —      | 0      |
|                     | Chunta Aragonesista (CHA)                                                             | —      | —      | —      | —      | —      | —      | 0      | —      | 0      | —      | —      |
|                     | Partido Comunista de España (PCE)-Izquierda Unida (IU)-Colectivo de Convergencia (CC) | —      | 0      | —      | 4      | 1      | —      | —      | —      | 0      | —      | —      |
|                     | Colectivo por el Desarrollo de Alcalá de Moncayo (CDAL)                               | —      | —      | —      | —      | —      | —      | 3      | —      | —      | —      | —      |
|                     | Unión de Centro Democrático (UCD)-Centro Democrático y Social (CDS)                   | 5      | 0      | 0      | —      | —      | —      | —      | —      | —      | —      | —      |
|                     | Independientes                                                                        | —      | —      | —      | —      | —      | —      | —      | —      | —      | —      | —      |
|                     | Organización Revolucionaria de Trabajadores (ORT)                                     | 0      | —      | —      | —      | —      | —      | —      | —      | —      | —      | —      |
| Total de concejales | Total de concejales                                                                   | 5      | 5      | 5      | 5      | 5      | 5      | 5      | 5      | 5      | 5      | 5      |

## Lugares de interés

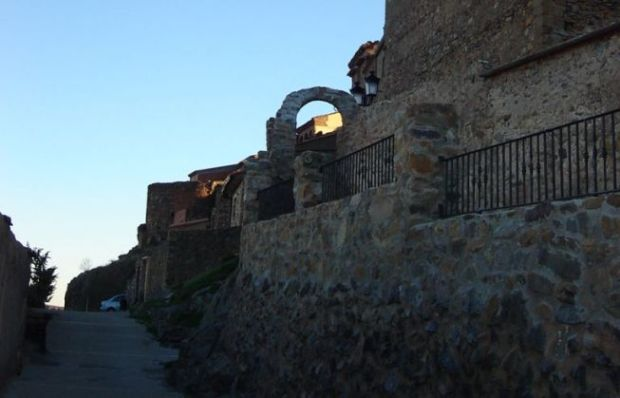
Restos de la muralla

En el conjunto urbano, destaca la Iglesia de Nuestra Señora de la Asunción, que data de 1554 y cuya construcción fue ordenada por el abad de Veruela D. Lope de Marco. La torre es de estilo mudéjar y el interior de la iglesia alberga varias tallas y retablos de los siglos XVI y XVII.
La localidad tuvo durante la Edad Media murallas y castillo. No se conocen muy bien que restos del castillo quedán, ya que la Iglesia y la casa parroquial se construyeron sobre su solar, lo que supuso importantes alteraciones. Con la mayor parte de las murallas pasa lo mismo, salvo en la ladera que mira al río donde se conservan los vestigios más importantes (entre los que destaca los fragmentos del torreón, que conserva una ventana mozárabe).

## Fiestas
Las fiestas patronales son en honor de San Sebastián mártir tienen lugar en el tercer domingo de agosto y el 20 de enero y en ellas se representa el tradicional dance.

### Tradiciones
- El dance
- Auroras de San Sebastián
- Partitura del dance

### Información estadística
- Datos de interés
- Empleo y población en Alcalá de Moncayo - 2003 (enlace roto disponible en Internet Archive; véase el historial, la primera versión y la última).
- Instituto Nacional de Estadística
- Censos agrarios

- Datos: Q1639119
- Multimedia: Alcalá de Moncayo / Q1639119